# The Number of the Beast
The Number of the Beast je album skupine Iron Maiden, izdan leta 1982. Ta album so predstavili na turneji z imenom The Beast on the Road. 

## Zgodovina
Skupina Iron Maiden je postala znana s svojim albumom Killers. Takrat je prišlo tudi do menjave pevca in v skupino je prišel Bruce Dickinson. Album je kasneje postal znan kot eden najvplivnejših rock albumov našega časa, z nekoliko izstopajočima skladbama Hallowed Be Thy Name in Run to the Hills. Ob nepričakovanem uspehu albuma The Number of the Beast so Iron Maiden postali svetovno znane glasbene zvezde.

## Pesmi na albumu

### Originali
1. »Invaders« (Steve Harris) – 3:23
2. »Children of the Damned« (Harris) – 4:34
3. »The Prisoner« (Adrian Smith, Harris) – 6:02
4. »22 Acacia Avenue« (Smith, Harris) – 6:36
5. »The Number of the Beast« (Harris) – 4:50
6. »Run to the Hills« (Harris) – 3:52
7. »Gangland« (Smith, Clive Burr) – 3:47
8. »Hallowed Be Thy Name« (Harris) – 7:10

### Remasteredverzije
1. »Invaders« (Steve Harris) – 3:23
2. »Children of the Damned« (Harris) – 4:34
3. »The Prisoner« (Adrian Smith, Harris) – 6:02
4. »22 Acacia Avenue« (Smith, Harris) – 6:36
5. »The Number of the Beast« (Harris) – 4:50
6. »Run to the Hills« (Harris) – 3:52
7. »Gangland« (Smith, Clive Burr) – 3:47
8. »Total Eclipse« (Harris, Dave Murray, Burr) – 4:28
9. »Hallowed Be Thy Name« (Harris) – 7:10